# Saint-Germain-de-Calberte
Saint-Germain-de-Calberte este o comună în departamentul Lozère din sudul Franței. În 2009 avea o populație de 455 de locuitori.

## Evoluția populației
| An        | 1975 | 1982 | 1990 | 1999 | 2006 | 2009 |
| --------- | ---- | ---- | ---- | ---- | ---- | ---- |
| Populație | 446  | 445  | 478  | 485  | 444  | 455  |